# Sebastopol (dominospel)
Sebastopol, även kallat fortet, är ett sällskapsspel som hör till kategorin dominospel, och som är avsett för fyra deltagare. En uppsättning med 28 brickor (med 0–6 ögon) används.
Deltagarna tar sju brickor var. Den som har brickan 6-6 inleder spelet, och från denna bricka får man bygga i fyra olika riktningar. Brickorna läggs ut efter samma regler som i traditionell domino, med det tillägget att de fyra första brickorna som läggs ut ska ansluta mot brickan 6-6; först därefter får man bygga på i valfri passande rad. Den som först lyckats lägga ut alla sina brickor vinner spelet, eller, om spelet låser sig, den som har minsta sammanlagda antalet ögon på sina återstående brickor.

## Variant
I varianten Cypern spelar man med en uppsättning med 55 brickor (0–9 ögon), och från fyra upp till tio spelare kan delta. Brickorna fördelas så långt det går mellan spelarna så att alla får lika många; de brickor som blir över används inte i spelet. Brickan 9-9 ska läggas ut först, och från den ska man bygga i inte mindre än åtta olika riktningar.